# Rally de Avilés de 1998
El Rally de Avilés de 1998, oficialmente 22.º Rally de Avilés, fue la vigésimo segunda edición y la séptima cita de la temporada 1998 del Campeonato de España de Rally. Se celebró del 3 al 5 de julio.

## Clasificación final
| Pos. | Piloto             | Copiloto                 | Automóvil                | Tiempo  | Diferencia |
| ---- | ------------------ | ------------------------ | ------------------------ | ------- | ---------- |
| 1.   | Jesús Puras        | Carlos del Barrio        | Citroën Xsara Kit Car    | 1:53:47 | 0.0        |
| 2.   | Luis Climent       | José Antonio Muñoz       | Renault Mégane Maxi      | 1:55:02 | +1:15      |
| 3.   | Daniel Alonso      | Salvador Belzunces       | Ford Escort Maxi Kit Car | 1:58:05 | +4:18      |
| 4.   | Javier Azcona      | Inma Vittorini           | Citroën Saxo Kit Car     | 1:58:21 | +4:34      |
| 5.   | Sergio Vallejo     | Diego Vallejo            | Citroën Saxo Kit Car     | 1:59:25 | +5:38      |
| 6.   | Ignacio Sanfilippo | Eduardo Incera           | Peugeot 106 Maxi         | 2:02:24 | +8:37      |
| 7.   | Félix García       | Miguel Ángel García      | SEAT Ibiza GTi 16V       | 2:06:54 | +13:07     |
| 8.   | Antonio Garrido    | José Alfredo Álvarez     | Subaru Impreza WRX       | 2:07:12 | +13:25     |
| 9.   | Roberto Solís      | Francisco Javier Álvarez | Peugeot 106 Rallye       | 2:07:53 | +14:06     |
| 10.  | Aitor Zubillaga    | María Luz Rodríguez      | Peugeot 106 Rallye       | 2:07:00 | +13:13     |